# Alex Gray (scrittrice)
Alex Gray (Glasgow, 27 maggio 1950) è una scrittrice britannica, parte del gruppo giallista Tartan Noir. Ha pubblicato sei romanzi, tutti ambientati a Glasgow e col detective ispettore capo di polizia Lorimer come personaggio principale. Scrive regolarmente su riviste letterarie.
Ha studiato letteratura inglese e filosofia all'Università di Strathclyde ed è stata insegnante fino agli anni novanta. Si è poi dedicata alla scrittura a tempo pieno. È una dei membri del trio giallista Femmes Fatales, insieme a Alanna Knight e Lin Anderson.
Alex Gray ha due figli e attualmente vive a Bishopton, nel Renfrewshire.

## Opere
- Never Somewhere Else (2002)
- A Small Weeping (2004)
- Shadows Of Sounds (2005)
- The Riverman (2007)
- Pitch Black (2008)
- Glasgow Kiss (2009)
- Five Ways To Kill A Man (2010)
- Sleep like the Dead (2011)